# Madame l'existence
Albums de Jacques Dutronc
Brèves Rencontres
(1995) Intégrale Les Cactus
(2004)
Madame l’existence est le douzième album studio de Jacques Dutronc, sorti en 2003.
L'album sort huit ans après Brèves Rencontres. Madame l'existence marque les retrouvailles de Jacques Dutronc et Jacques Lanzmann, parolier de ses premières chansons. L'album comprend deux reprises, Un jour tu verras, une création de Marcel Mouloudji, et L'homme et l'enfant, un tube des années 1950 chanté par Eddie Constantine.
Il n'y aura qu'une seule émission télé pour la promotion du disque, un samedi soir, une croisière entre la Corse et le continent (dans l'émission L'Ère de rien). Une autre émission, Star Academy, était prévue, mais le plateau ayant été envahi par des intermittents du spectacle, aucun morceau de l'album n'a été diffusé.
L'album, entré à la 6e place du classement des ventes est certifié disque d'or. Il est également classé en Belgique et en Suisse.

## Liste des chansons
| No  | Titre                | Durée |
| --- | -------------------- | ----- |
| 1.  | Madame l’existence   | 3:56  |
| 2.  | La Vie en live       | 3:45  |
| 3.  | Un jour tu verras    | 3:47  |
| 4.  | Face à la merde      | 4:29  |
| 5.  | L’Homme et l’Enfant  | 3:33  |
| 6.  | Voulez vous          | 4:53  |
| 7.  | L’Ère de rien        | 3:17  |
| 8.  | Transat en solitaire | 4:06  |
| 9.  | C’est peut-être ça   | 4:19  |
| 10. | Sainte Suzanne       | 3:53  |
| 11. | Dou douce            | 3:19  |